# 下松求麻村
下松求麻村 (しもまつくまむら) は、かつて熊本県八代郡にあった村。現在の八代市坂本町西部、深水、中谷、鮎帰にあたる。

## 地理
- 山岳 : 八竜山、八丁山、八峰山、三峰山
- 河川 : 球磨川、油谷川、中谷川、深水川、今泉川

## 歴史
- 1889年（明治22年）4月1日 - 町村制の施行により、近世以来の下松求麻村が単独で自治体を形成。
- 1961年（昭和36年）4月1日 - 百済来村、上松求麻村と合併して坂本村が発足。同日、下松求麻村廃止。

## 教育

### 小学校
- 下松求麻村立下松西部小学校（のちの西部小学校、2003年〈平成15年〉に他6校と統合して八代市立八竜小学校〈当時、坂本村立〉になる）
- 下松求麻村立深水小学校（同上）
- 下松求麻村立中谷小学校（同上）
- 下松求麻村立鮎帰小学校（同上）
- 下松求麻村立鮎帰小学校責分校（同上）

### 中学校
- 下松求麻村立松陵中学校（1975年〈昭和50年〉に他2校と統合して八代市立坂本中学校〈当時、坂本村立〉になる）
- 下松求麻村立松陵中学校西部分校（同上）
- 下松求麻村立松陵中学校鮎帰分校（同上）

## 交通

### 鉄道
- 日本国有鉄道
  - 肥薩線
    - 段駅

### 道路
- 国道219号
- 熊本県道17号坂本人吉線
- 熊本県道158号中津道八代線
- 熊本県道259号小鶴原女木線